# Dendroplex
Dendroplex é um gênero de aves da família Furnariidae, subfamília Dendrocolaptinae. Anteriormente sinonimizado com o Xiphorhynchus, foi revalidado recentemente para abrigar duas espécies.

## Espécies
- Dendroplex picus (Gmelin, JF, 1788)
- Dendroplex kienerii (Des Murs, 1856)